# 4성 장군

NATO 대장 계급의 휘장

4성 장군(4 star general) 또는 4성 제독(4 star admiral)은 나토 계급 부호 OF-9로 대부분의 군대에서 최고위 지휘관을 가리키는데 사용하는 용어이다. 또한 이 용어는 나토 회원국이 아닌 국가의 군대에서도 사용한다. 일반적으로 4성 장군 및 4성 제독은 해군, 육군, 공군 등에서 각각 대장의 지위를 갖는다.
러시아 이외의 유럽의 군대 및 자위대에서는 국가별 단 1명만 4성 장군이며 합동참모의장급 보직을 담당한다. 이러한 군대에서 참모총장은 3성 장군이 담당한다.

## 대한민국 국군
2019년 1월 현재 대한민국 국군 대장은 총 7명이다.
- 통합 : 합동참모의장 (대한민국 국군 서열 1위)
- 육군 : 육군참모총장 (대한민국 육군 서열 1위), 한미연합군 부사령관[2], 지상작전사령관[3], 제2작전사령관
- 해군 : 해군참모총장 (대한민국 해군 서열 1위)
- 공군 : 공군참모총장 (대한민국 공군 서열 1위)

합동참모의장은 대부분이 육군사관학교 출신이다. 합동참모의장 가운데 육군사관학교 출신이 아닌 사람은 다음과 같다.
- 갑종장교 : 오자복, 정호근, 조영길
- 공군사관학교 : 이양호, 정경두, 원인철
- 학군사관 : 김진호, 박한기
- 해군사관학교 : 최윤희, 김명수
- 육군3사관학교 : 이순진

군예식령에 따르면 대장은 외국부통령, 국회의장, 대법원장, 국무총리, 특명전권대사 및 그와 동등하거나 그 이상의 외교사절, 외국각료, 국방부장관, 국무위원, 국회상임위원회위원장, 합동참모의장, 육·해·공군참모총장, 원수하고 마찬가지로 예포 19발의 대접을 받는다.

한국 육군 대장 견장
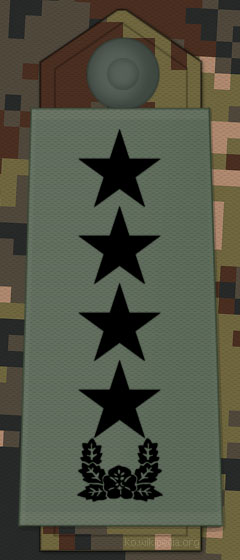
한국 육군 대장 견장 (전투복 포제)
한국 해군 대장 견장과 수장
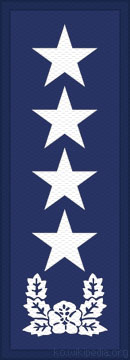
한국 해군 대장 약장 (근무복 포제)
한국 해병대 대장 견장[4]
한국 공군 대장 견장

## 미군
- 육군 대장 (General)
- 해군 대장 (Admiral)
- 해병대 대장 (General)
- 해안경비대 대장 (Admiral)
- 공군 대장 (General)
- 연방공공보건서비스부대 보건담당 차관보(대장) (Admiral/Assistant Secretary for Health)

미국 육군 대장 견장
미국 해군 대장 견장과 소매
미국 해병대 대장 견장
미국 해안경비대 대장 견장과 소매
미국 공군 대장 견장
미국 연방공공보건서비스부대 보건담당 차관보(대장) 견장과 소매

## 영국군
- 육군 대장(General)
- 해병대 대장(General)
- 해군 대장(Admiral)
- 공군 대장(Air Chief Marshal)[5]

영국 육군 대장 견장
영국 해군 대장 소매
영국 해군 대장 견장
영국 해병대 대장 견장
영국 공군 대장 견장

## 같이 보기
- 대한민국 육군의 4성 장군 목록
- 대한민국 육군의 출신별 4성 장군 목록
  - 대한민국 육군사관학교 출신의 4성 장군 목록
- Four-star rank